# Star Wars: X-Wing vs. TIE Fighter
Star Wars: X-Wing vs. TIE Fighter è un videogioco, terzo capitolo della serie X-Wing; include molte migliorie tecniche rispetto ai due predecessori X-Wing e TIE Fighter, X-Wing vs. TIE Fighter gira sotto Windows, richiede necessariamente un joystick, ha un motore grafico che supporta la grafica in alta risoluzione con texture mapping delle navi stellari durante la modalità di volo e tracce audio in qualità CD.
Include la modalità multigiocatore fino a otto giocatori in contemporanea nelle modalità combattimento, a squadre e nella modalità cooperazione, con molteplici opzioni selezionabili.
Inoltre ha un sofisticato sistema di selezione dei piloti e delle missioni che memorizza i trofei ed i punteggi dei singoli piloti. Il giocatore ha la libertà di scegliere sia con quale mezzo volare, a quale squadrone appartenere e quale ruolo ricoprire all'interno della squadra per ciascuna missione giocata.
Il difetto principale di questa versione è la mancanza di una trama che coinvolga il giocatore. Questa lacuna è stata colmata con l'uscita dell'espansione Balance of Power. Successivamente questa versione è stata resa disponibile su Steam il 28 aprile 2015.

## Espansione
Oltre a nuove missioni e battaglie, l'espansione Balance of Power implementa due differenti campagne di 15 missioni ciascuna che supportano la modalità multigiocatore cooperativa fino a otto giocatori in contemporanea. Sia la campagna dei ribelli che quella dell'impero ruotano attorno ai medesimi eventi ma hanno finali differenti.
- Spreading the Rebellion: Si ambienta durante l'evacuazione di una base, un attacco contro l'Impero e la cattura di una star destroyer. La campagna termica con l'assalto alla super star destroyer Vengeance.

- Imperial Task Force Vengeance: Il giocatore impersona un membro dello squadrone d'assalto Avenger comandato dall'ammiraglio Senn. Le missioni sono molto simili a quelle della campagna dei ribelli, si differenzia nell'ultima missione che porta a termine la campagna con la distruzione di una base dei ribelli

L'espansione aggiunge anche il B-wing come mezzo utilizzabile, assieme ad altre navi mancanti nella versione originale del gioco.

## Edizione per collezionisti
Nel 1998 fu pubblicato un cofanetto per collezionisti contenente una versione ridotta di X-Wing vs. TIE Fighter chiamata Flight School, le espansioni uscite e i due videogiochi precedenti della saga X-Wing e TIE Fighter riadattati con l'uso del motore grafico di X-Wing vs. TIE Fighter.
Inoltre in quest'edizione sono stati corretti alcuni bug, reinserite alcune scene d'intermezzo eliminate nelle precedenti versioni, inserite alcune missioni aggiuntive così come una voce narrante durante i riassunti iniziali della missione e messaggi radio durante il gioco vero e proprio.
Tuttavia non ebbe il successo sperato in quanto i fan del prodotto ritennero che la grafica delle scene d'intermezzo fu semplicemente modificata applicando un effetto di sfocatura per adattarle alla maggior risoluzione, la colonna originale basata su IMUSE sostituita con tracce audio da CD e la restante parte della grafica resa più cupa rispetto all'originale facendo perdere loro l'atmosfera che caratterizzava i titoli originali.